# Havana Beach
 (février 2022).
Pour les articles homonymes, voir Havana (homonymie) et Beach.
Un Havana Beach (plage de La Havane, en anglais) est un cocktail cubain, à base de rhum, jus d'ananas, jus de citron vert, et sirop de canne, nommé du nom des plages de La Havane à Cuba.

## Préparation
Mélanger dans un shaker les ingrédients de ce cocktail tropical des plages de la mer des Caraïbes (rhum, jus d'ananas, jus de citron vert, sirop de canne, glaçons). Filtrer le tout dans un verre à cocktail, décorer avec une feuille d'ananas:
- 4 mesures de rhum
- 2,5 mesures de jus d'ananas
- 0,5 mesure de jus de citron vert
- 0.5 mesure de sirop de canne
- 1 feuille d'ananas (décoration)
- 5 ou 6 glaçons

Quelques plages de la mer des Caraïbes de La Havane à Cuba
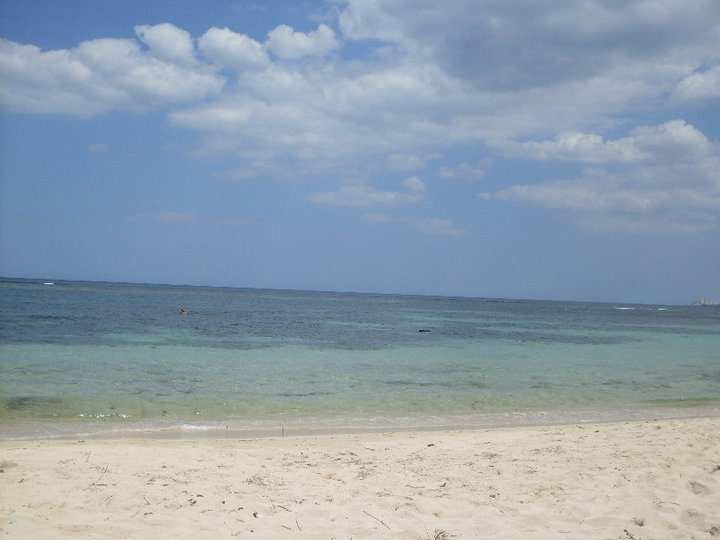
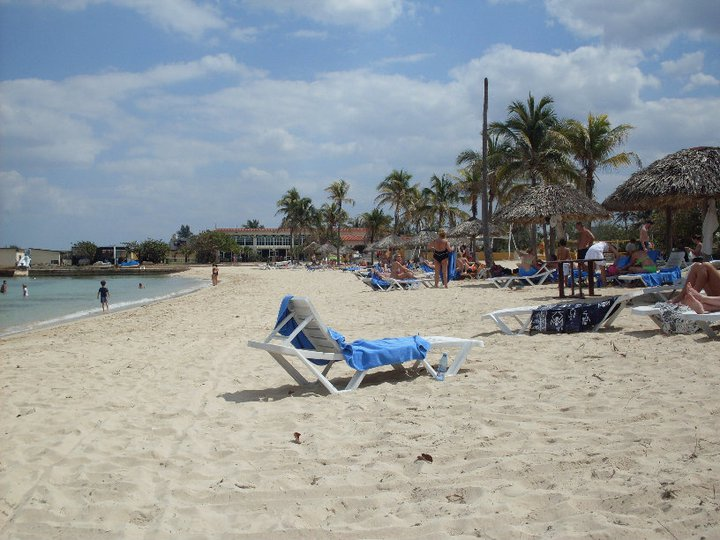
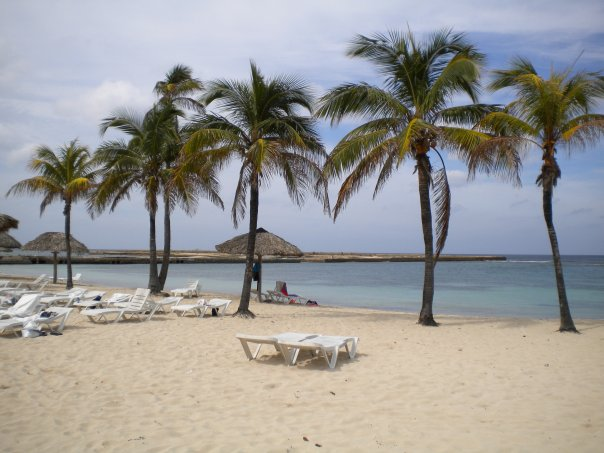
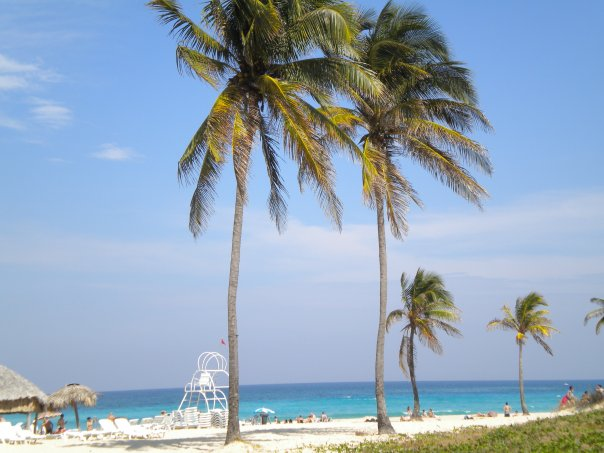

## Quelques variantes
- Ti-punch : rhum, citron vert, sirop de canne
- Miami Beach : gin, jus d'ananas, sirop de canne
- Piña colada : rhum, jus d'ananas, crème de noix de coco
- Ocean breeze : rhum, jus d'ananas, amaretto, curaçao bleu
- Blue Hawaii : rhum, jus d'ananas, curaçao bleu, lait de coco
- Acapulco : rhum, tequila, jus d'ananas, jus de pamplemousse
- Caribbean champagne : rhum, champagne, crème de banane
- Mojito : rhum, soda, citron vert, menthe fraîche, sucre de canne
- Swimming Pool : rhum, vodka, jus d'ananas, crème de noix de coco, curaçao bleu
- Bora-Bora : rhum, jus d'ananas, de fruit de la passion, sirop de grenadine, jus de citron vert
- Punch planteur : rhum, jus d'ananas, jus d'orange, jus de citron, grenadine, sirop de canne, angostura